# Stadio del Trampolino
Stadio del Trampolino, również Trampolino a Monte – olimpijski kompleks skoczni narciarskich we włoskiej miejscowości Pragelato, na których rozgrywane były konkursy skoków narciarskich i kombinacji norweskiej podczas Zimowych Igrzysk Olimpijski 2006 w Turynie.
W skład kompleksu wchodzą skocznie narciarskie o punktach konstrukcyjnych: K125, K95, K60, K30 oraz K15.
Cała infrastruktura zajmuje powierzchnię osiemnastu boisk do piłki nożnej, trybuny mieszczą 20000 widzów (w tym 2,5 tysiąca miejsc siedzących na bocznych stokach), skonstruowane zostały także nowoczesne wieże sędziowskie, trzy drogi dojazdowe, parkingi, wyciągi, wielofunkcyjne centrum z hotelem, restauracją, salą konferencyjną i salą gimnastyczną.
Mimo licznych protestów ekologów, władze regionu Piemont, który promuje igrzyska, zaakceptowały projekt budowy obiektu i prace konstrukcyjne, rozpoczęte w sierpniu 2002 roku. Na początku marca roku 2003 ukończono pierwszą fazę budowy, która związana była z wycięciem lasu, naruszeniem ziemi i skał oraz z osadzeniem fundamentów. Całkowity koszt budowy zamknął się w 32 milionach euro, lecz organizatorzy przeznaczyli dodatkowo 500 tysięcy euro na rekompensatę szkód wyrządzonych środowisku na terenie budowy.
Pierwsze zawody odbyły się tu w lutym 2005 roku. Podczas kwalifikacji do konkursu indywidualnego rekord skoczni ustanowił Adam Małysz (140,5 metra). Dzień później w zawodach kombinacji norweskiej ten wynik powtórzył Austriak Michael Gruber. Na IO rekord ten pobił Roar Ljøkelsøy (141 metrów), potem Andrea Morassi 2 lutego 2007 roku podczas konkursu Pucharu Kontynentalnego skoczył pół metra dalej. Obecnie rekordzistą jest Simon Ammann, który skoczył 13 grudnia 2008r. w zawodach Pucharu Świata 144m.
Konkurs Olimpijski na skoczni dużej wygrał Austriak Thomas Morgenstern, za nim uplasował się jego rodak Andreas Kofler, zaś na najniższym stopniu podium stanął mistrz z małej skoczni, Norweg Lars Bystøl. W konkursie drużynowym tryumfowali Austriacy, przed Finami i Norwegami. Na skoczni normalnej wygrał Norweg Lars Bystøl, za nim uplasowali Fin Matti Hautamäki oraz rodak Bystøla, Roar Ljøkelsøy.

## Parametry skoczni dużej
- Punkt konstrukcyjny: 125 m
- Wielkość skoczni (HS): 140 m
- Punkt sędziowski: 140 m
- Oficjalny rekord skoczni: 144 m –  Simon Ammann (13.12.2008)
- Długość rozbiegu: 105,4 m
- Nachylenie progu: 11°
- Wysokość progu: 3,24 m
- Nachylenie zeskoku: 34,9°
- Średnia prędkość na rozbiegu: 94 km/h

## Rekordziści skoczni dużej
| Lp. | Dzień       | Rok  | Zawodnik              | Odległość | Zawody               | Uwagi               |
| --- | ----------- | ---- | --------------------- | --------- | -------------------- | ------------------- |
| 1.  | 10 lutego   | 2005 | Dmitrij Wasiljew      | 135,5 m   | Puchar Świata        |                     |
| 2.  | 10 lutego   | 2005 | Adam Małysz           | 140,5 m   | Puchar Świata        |                     |
| 3.  | 20 lutego   | 2006 | Roar Ljøkelsøy        | 141,0 m   | Igrzyska Olimpijskie |                     |
| 4.  | 3 lutego    | 2007 | Andrea Morassi        | 141,5 m   | Puchar Kontynentalny | rekord nieoficjalny |
| 5.  | 16 sierpnia | 2007 | Martin Schmitt        | 141,5 m   | Letnie Grand Prix    | rekord letni        |
| 6.  | 16 sierpnia | 2007 | Thomas Morgenstern    | 143,0 m   | Letnie Grand Prix    | rekord letni        |
| 7.  | 16 sierpnia | 2007 | Gregor Schlierenzauer | 143,5 m   | Letnie Grand Prix    | rekord letni        |
| 8.  | 13 grudnia  | 2008 | Simon Ammann          | 144,0 m   | Puchar Świata        |                     |